# Mistrovství Evropy v atletice 1969

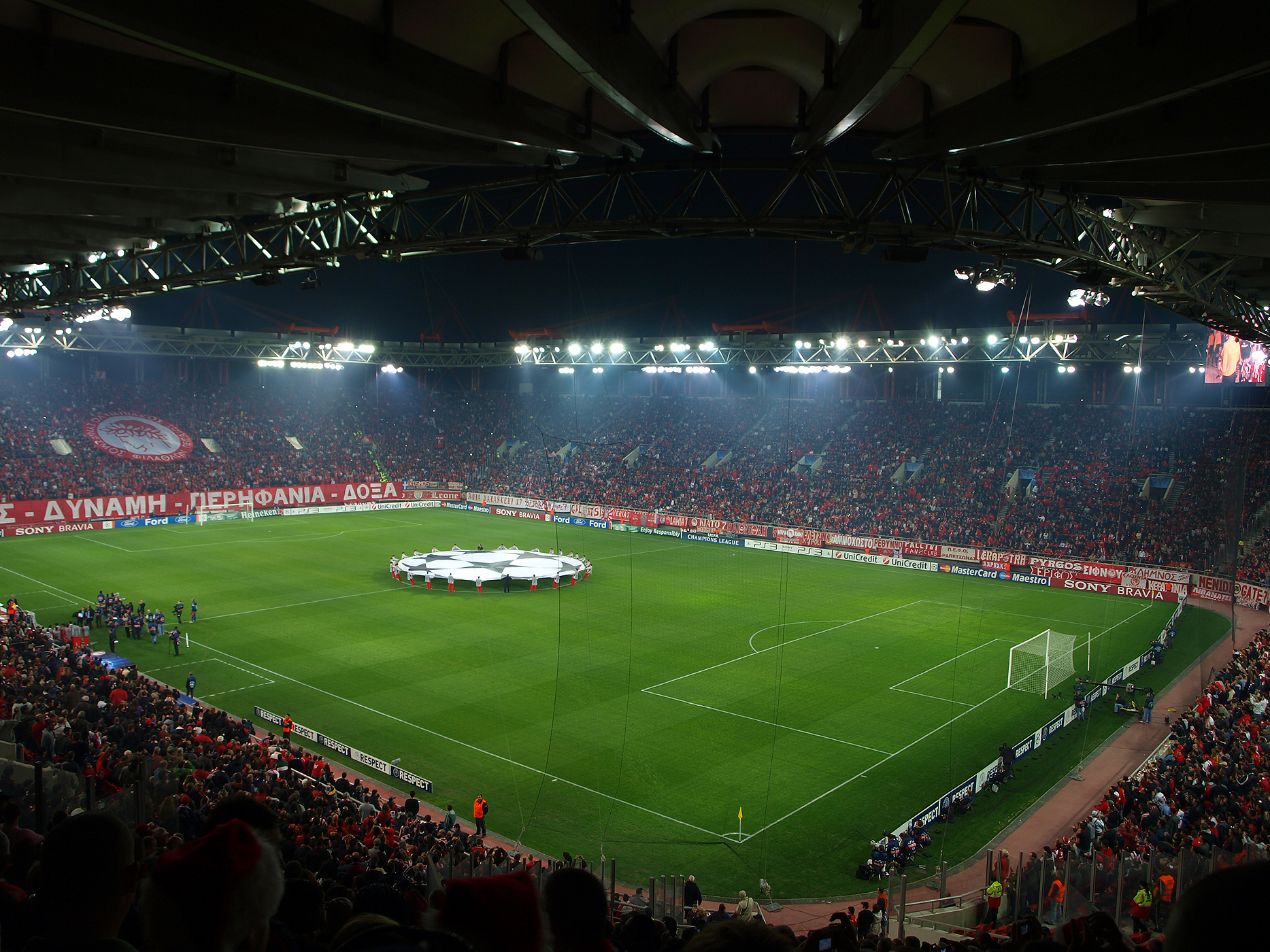
Stadion Karaiskakis v Athénách

9. mistrovství Evropy v atletice se uskutečnilo ve dnech 16. – 21. září 1969 na stadionu Karaiskakis v Athénách, který dnes slouží především fotbalu. V Řecku se konal evropský šampionát také v roce 1982, kdy byl pořádán na olympijském stadionu.
Na programu bylo celkově 38 disciplín (24 mužských a 14 ženských). Na tomto šampionátu měly ženy poprvé na programu běh na 1500 metrů a štafetový závod na 4×400 metrů. Poprvé rovněž absolvovaly běh na 100 metrů překážek. Do roku 1966 závodily na kratší, osmdesátimetrové trati.

## Československo na ME
Českoslovenští atleti vybojovali celkově pět medailí (dvě zlaté, stříbro a dvě bronzové). Několik dalších atletů postoupilo do finále. Těsně pod stupni vítězů, čtvrtý skončil diskař Ludvík Daněk a ve finále dvoustovky doběhl pátý Jiří Kynos. Sedmá místa vybojovali Pavel Pěnkava (1500 m), Eva Glesková (100 m) a dálkařka Eva Kucmanová. Na osmém místě dokončil chůzi na 50 km Alexander Bílek a deváté místo obsadil koulař Miroslav Janoušek.

## Medailisté

### Muži
| Soutěž            | Zlato                                                                                | Stříbro                                                                              | Bronz                                                                                        |
| ----------------- | ------------------------------------------------------------------------------------ | ------------------------------------------------------------------------------------ | -------------------------------------------------------------------------------------------- |
| 100 m             | Valerij Borzov 10,49                                                                 | Alain Sarteur 10,50                                                                  | Philippe Clerc 10,56                                                                         |
| 200 m             | Philippe Clerc 20,70                                                                 | Hermann Burde 20,94                                                                  | Zenon Nowosz 20,96                                                                           |
| 400 m             | Jan Werner 45,75                                                                     | Jean-Claude Nallet 45,81                                                             | Stanisław Grędziński 45,83                                                                   |
| 800 m             | Dieter Fromm 1:45,98                                                                 | Jozef Plachý 1:46,26                                                                 | Manfred Matuschewski 1:46,83                                                                 |
| 1500 m            | John Whetton 3:39,45                                                                 | Frank Murphy 3:39,51                                                                 | Henryk Szordykowski 3:39,87                                                                  |
| 5000 m            | Ian Stewart 13:44,8                                                                  | Rašid Šarafetdinov 13:45,8                                                           | Alan Blinston 13:47,6                                                                        |
| 10 000 m          | Jürgen Haase 28:41,6                                                                 | Mike Tagg 28:43,2                                                                    | Nikolaj Sviridov 28:45,8                                                                     |
| Maraton           | Ron Hill 2.16:48                                                                     | Gaston Roelants 2.17:23                                                              | Jim Alder 2.19:06                                                                            |
| 110 m překážek    | Eddy Ottoz 13,59                                                                     | David Hemery 13,74                                                                   | Alan Pascoe 13,94                                                                            |
| 400 m překážek    | Vjačeslav Skomorochov 49,70                                                          | John Sherwood 50,11                                                                  | Andy Todd 50,38                                                                              |
| 3000 m překážek   | Michail Želev 8:25,02                                                                | Alexandr Morozov 8:25,57                                                             | Vladimir Dudin 8:26,6                                                                        |
| Štafeta 4 × 100 m | Francie 38,89 Alain Sarteur Patrick Bourbeillon Gérard Fénouil François St.-Gilles   | Sovětský svaz 39,40 Alexandr Lebeděv Vladislav Sapeja Nikolaj Ivanov Valerij Borzov  | Československo 39,52 Ladislav Kříž Dionýz Szögedi Jiří Kynos Luděk Bohman                    |
| Štafeta 4 × 400 m | Francie 3:02,30 Gilles Bertould Christian Nicolau Jacques Carette Jean-Claude Nallet | Sovětský svaz 3:03,05 Jevgenij Borisenko Boris Savčuk Jurij Sorin Alexandr Bratčikov | Západní Německo 3:03,13 Horst-Rüdiger Schlöske Ingo Röper Gerhard Hennige Martin Jellinghaus |
| Chůze na 20 km    | Paul Nihill 1.30:48,0                                                                | Leonid Caraiosifoglu 1.31:06,4                                                       | Mykola Smaha 1.31:20,2                                                                       |
| Chůze na 50 km    | Christoph Höhne 4.12:32,8                                                            | Peter Seltzer 4.16:09,6                                                              | Veniamin Soldatěnko 4.23:04,8                                                                |
| Skok do výšky     | Valentin Gavrilov 2,17 m                                                             | Reijo Vähälä 2,17 m                                                                  | Erminio Azzaro 2,17 m                                                                        |
| Skok o tyči       | Wolfgang Nordwig 5,30 m                                                              | Kjell Isaksson 5,20 m                                                                | Aldo Righi 5,10 m                                                                            |
| Skok daleký       | Igor Ter-Ovanesjan 8,17 m                                                            | Lynn Davies 8,07 m                                                                   | Tõnu Lepik 8,04 m                                                                            |
| Trojskok          | Viktor Sanějev 17,34 m                                                               | Zoltán Cziffra 16,85 m                                                               | Klaus Neumann 16,68 m                                                                        |
| Vrh koulí         | Dieter Hoffmann 20,12 m                                                              | H.J.Rothenburg 20,05 m                                                               | Hans-Peter Gies 19,78 m                                                                      |
| Hod diskem        | Hartmut Losch 61,82 m                                                                | Ricky Bruch 61,08 m                                                                  | Lothar Milde 59,34 m                                                                         |
| Hod kladivem      | Anatolij Bondarčuk 74,68 m                                                           | Romuald Klim 72,74 m                                                                 | Reinhard Theimer 72,02 m                                                                     |
| Hod oštěpem       | Jānis Lūsis 91,52 m                                                                  | Pauli Nevala 89,58 m                                                                 | Janusz Sidło 82,90 m                                                                         |
| Desetiboj         | Joachim Kirst 8 041 bodů                                                             | Herbert Wessel 7 828 bodů                                                            | Viktor Čelnokov 7 801 bodů                                                                   |

### Ženy
| Soutěž            | Zlato                                                                                             | Stříbro                                                                                | Bronz                                                                                          |
| ----------------- | ------------------------------------------------------------------------------------------------- | -------------------------------------------------------------------------------------- | ---------------------------------------------------------------------------------------------- |
| 100 m             | Petra Vogtová 11,66                                                                               | Wilma van den Bergová 11,74                                                            | Anita Neilová 11,81                                                                            |
| 200 m             | Petra Vogtová 23,30                                                                               | Renate Meißnerová 23,33                                                                | Valerie Peatová 23,34                                                                          |
| 400 m             | Nicole Duclosová 51,73                                                                            | Colette Bessonová 51,75                                                                | Maria Sykorová 53,0                                                                            |
| 800 m             | Lilian Boardová 2:01,4                                                                            | Anneliese Damm Olesenová 2:02,6                                                        | Vera Nikolićová 2:02,6                                                                         |
| 1500 m            | Jaroslava Jehličková 4:10,7                                                                       | Mia Gommersová 4:11,9                                                                  | Paola Pigniová 4:12,2                                                                          |
| 100 m překážek    | Karin Balzerová 13,29                                                                             | Bärbel Podeswaová 13,68                                                                | Teresa Nowaková 13,77                                                                          |
| Štafeta 4 × 100 m | NDR 43,63 Regina Höferová Renate Meißnerová Bärbel Podeswaová Petra Vogtová                       | Západní Německo 44,09 Bärbel Hähnleová Jutta Stöcková Rita Jahnová Ingrid Beckerová    | Spojené království 44,39 Anita Neilová Denise Ramsdenová Sheila Cooperová Valerie Peatová      |
| Štafeta 4 × 400 m | Spojené království 3:30,82 Rosemary Stirlingová Patricia Loweová Janet Simpsonová Lilian Boardová | Francie 3:30,85 Bernadette Martinová Nicole Duclosová Eliane Jacqová Colette Bessonová | Západní Německo 3:32,7 Christa Czekayová Antje Gleichfeldová Inge Eckhoffová Christel Freseová |
| Skok do výšky     | Miloslava Rezková 1,83 m                                                                          | Antonina Lazarevová 1,83 m                                                             | Mária Mračnová 1,83 m                                                                          |
| Skok daleký       | Mirosława Sarna 6,49 m                                                                            | Viorica Viscopoleanuová 6,45 m                                                         | Berit Berthelsenová 6,44 m                                                                     |
| Vrh koulí         | Naděžda Čižovová 20,43 m                                                                          | Margitta Gummelová 19,58 m                                                             | Marita Langeová 19,56 m                                                                        |
| Hod diskem        | Tamara Danilovová 59,28 m                                                                         | Ljudmila Muravjovová 59,24 m                                                           | Karin Illgenová 58,66 m                                                                        |
| Hod oštěpem       | Angéla Némethová 59,76 m                                                                          | Magda Vidosová 58,80 m                                                                 | Valentina Evertová 56,56 m                                                                     |
| Ženský pětiboj    | Liese Prokopová 5 030 bodů                                                                        | Meta Antenenová 4 793 bodů                                                             | Marija Sizjakovová 4 773 bodů                                                                  |

## Medailové pořadí
| Umístění | Stát                             | Zlato | Stříbro | Bronz | Celkem |
| -------- | -------------------------------- | ----- | ------- | ----- | ------ |
| 1.       | Německá demokratická republika   | 11    | 7       | 7     | 25     |
| 2.       | Sovětský svaz                    | 9     | 7       | 8     | 24     |
| 3.       | Spojené království               | 6     | 4       | 7     | 17     |
| 4.       | Francie                          | 3     | 4       | 0     | 7      |
| 5.       | Československo                   | 2     | 1       | 2     | 5      |
| 6.       | Polsko                           | 2     | 0       | 5     | 7      |
| 7.       | Maďarská lidová republika        | 1     | 2       | 0     | 3      |
| 8.       | Švýcarsko                        | 1     | 1       | 1     | 3      |
| 9.       | Itálie                           | 1     | 0       | 3     | 4      |
| 10.      | Rakousko                         | 1     | 0       | 1     | 2      |
| 11.      | Bulharská lidová republika       | 1     | 0       | 0     | 1      |
| 12.      | Finsko                           | 0     | 2       | 0     | 2      |
| 12.      | Nizozemsko                       | 0     | 2       | 0     | 2      |
| 12.      | Rumunská socialistická republika | 0     | 2       | 0     | 2      |
| 12.      | Švédsko                          | 0     | 2       | 0     | 2      |
| 16.      | Západní Německo                  | 0     | 1       | 2     | 3      |
| 17.      | Belgie                           | 0     | 1       | 0     | 1      |
| 17.      | Dánsko                           | 0     | 1       | 0     | 1      |
| 17.      | Irsko                            | 0     | 1       | 0     | 1      |
| 20.      | SFR Jugoslávie                   | 0     | 0       | 1     | 1      |
| 20.      | Norsko                           | 0     | 0       | 1     | 1      |